# 슈바이처 히트파라데
슈바이처 히트파라데(독일어: Schweizer Hitparade)는 스위스의 공식 음악 차트이다.